# Cicaré CH-12
El CH-12 es un helicóptero argentino liviano biplaza de uso civil. Tiene una gran comodidad interior debido a su diseño. Está fabricado íntegramente con materiales aeronáuticos y las palas son fabricadas en materiales compuestos. La planta motriz utilizada es el Lycoming O-360.

## Características Técnicas
- Plazas: 2
- Motor: LYCOMING
- Tipo: 4 cilindros opuestos
- Potencia máxima: 180 HP
- Peso vacío: 430 kg
- Peso máximo: 700 kg
- Velocidad máxima (VNE): 205 km/h
- Velocidad de crucero: 165 km/h
- Régimen de ascenso: 7 m/s
- Techo de vuelo: 3500 m
- Autonomía: 2,5 h

## Desarrollos relacionados
- CH-7B
- CH-7T
- CH-11
- CH-14